# Stadio Ali Sami Yen (2011)
Il complesso sportivo Ali Sami Yen, noto come stadio Ali Sami Yen e per ragioni di sponsorizzazione come Rams Park e, in passato, come Türk Telekom Arena, è uno stadio della città turca di Istanbul della capacità di 52 223 spettatori. Ospita le partite interne del Galatasaray ed è stato inaugurato il 15 gennaio 2011.
Rimpiazza il vecchio stadio Ali Sami Yen e si trova nella parte europea della città, più precisamente nel distretto di Sarıyer ed è a breve distanza dalla fermata Seyrantepe, che si trova sulla linea M2 della metropolitana di Istanbul. Questo impianto, che insieme ad altri edifici fa parte di un complesso più ampio intitolato nuovamente al primo presidente del club, deve il suo nome deriva dalla sponsorizzazione della Türk Telekom, società di telecomunicazioni turca.

## Storia
Già dalla fine degli anni '90 si era cominciato a parlare della sostituzione del vecchio stadio Ali Sami Yen. Se in un primo momento il nuovo impianto sarebbe dovuto sorgere nello stesso luogo del vecchio, l'idea venne poi scartata.

### Asta
Il 19 luglio 2007 l'Agenzia turca per lo sviluppo abitativo, la TOKİ, ha annunciato l'asta per il complesso sportivo; il Galatasaray possiede comunque i diritti sul complesso per un periodo di 49 anni.
Tra le 4 società che hanno partecipato, l'offerta migliore fu quella presentata della Eren Talu-ALKE che si impegnava consegnare il nuovo impianto in 24 mesi.
Il contratto con questa società è stato annullato il 2 luglio 2009 poiché la compagnia non ha rispettato i tempi previsti nel progetto, che prevedeva la fine dei lavori nel dicembre 2009. Il 3 luglio 2009 è stata lanciata una nuova gara d'appalto, alla quale ha partecipato solo la Siyah Kalem Muhendislik ve İnsaat. L'offerta è stata giudicata troppo bassa dall'agenzia per lo sviluppo abitativo (TOKİ), che ha annullato la gara d'appalto e ne ha indetta una nuova per il 21 agosto.

### Cerimonia di inaugurazione
Il 14 dicembre 2007 la costruzione è iniziata ufficialmente dopo una sfarzosa cerimonia a cui hanno partecipato i vertici del club, alcuni giocatori, il ministro dello sport della Turchia; in tale evento il presidente Özhan Canaydın ha voluto celebrare l'importanza del nuovo stadio per la città e per lo sport in Turchia. La prima partita si giocò il 15 gennaio 2011, un'amichevole contro l'Ajax terminata 0-0.

## Altri utilizzi
Lo stadio ha ospitato un concerto dei Bon Jovi l'8 luglio 2011, durante il loro tour Bon Jovi Live, e un concerto di Madonna il 7 giugno 2012, durante il suo MDNA Tour. Entrambi hanno registrato il tutto esaurito.

## Galleria d'immagini

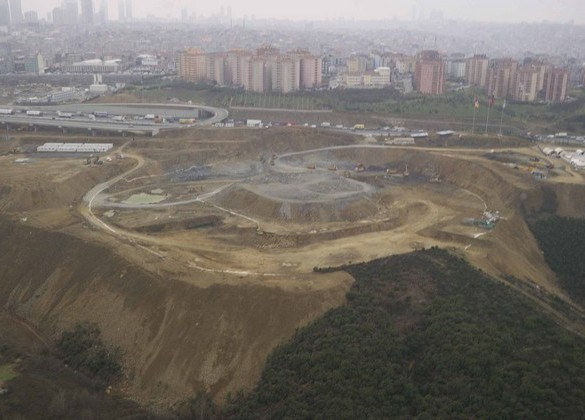
Lavori iniziali
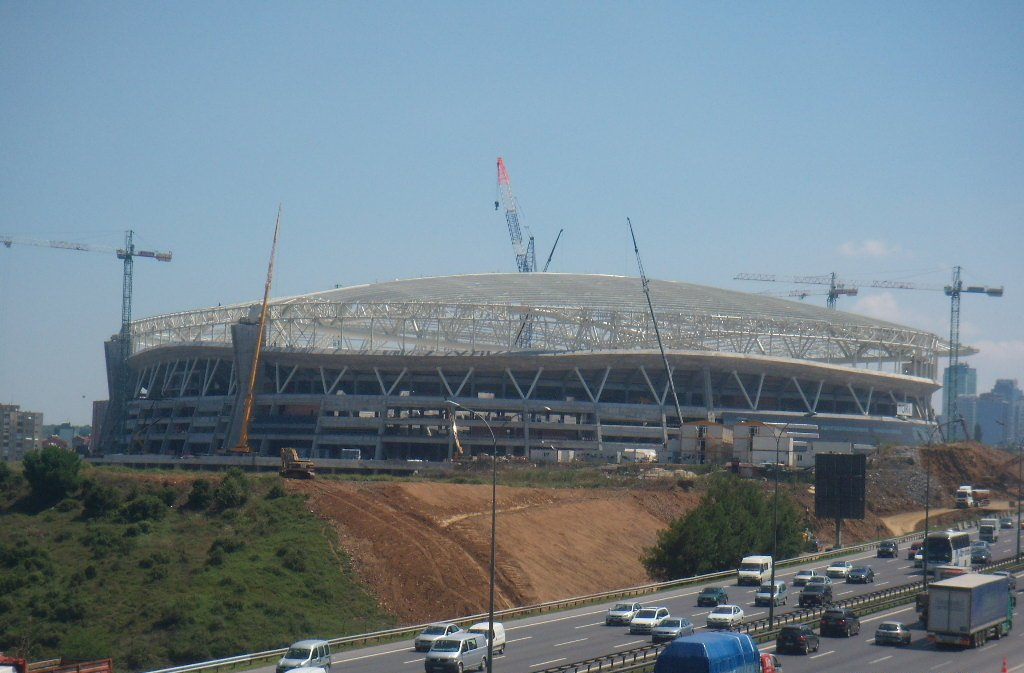
Avanzamento dei lavori
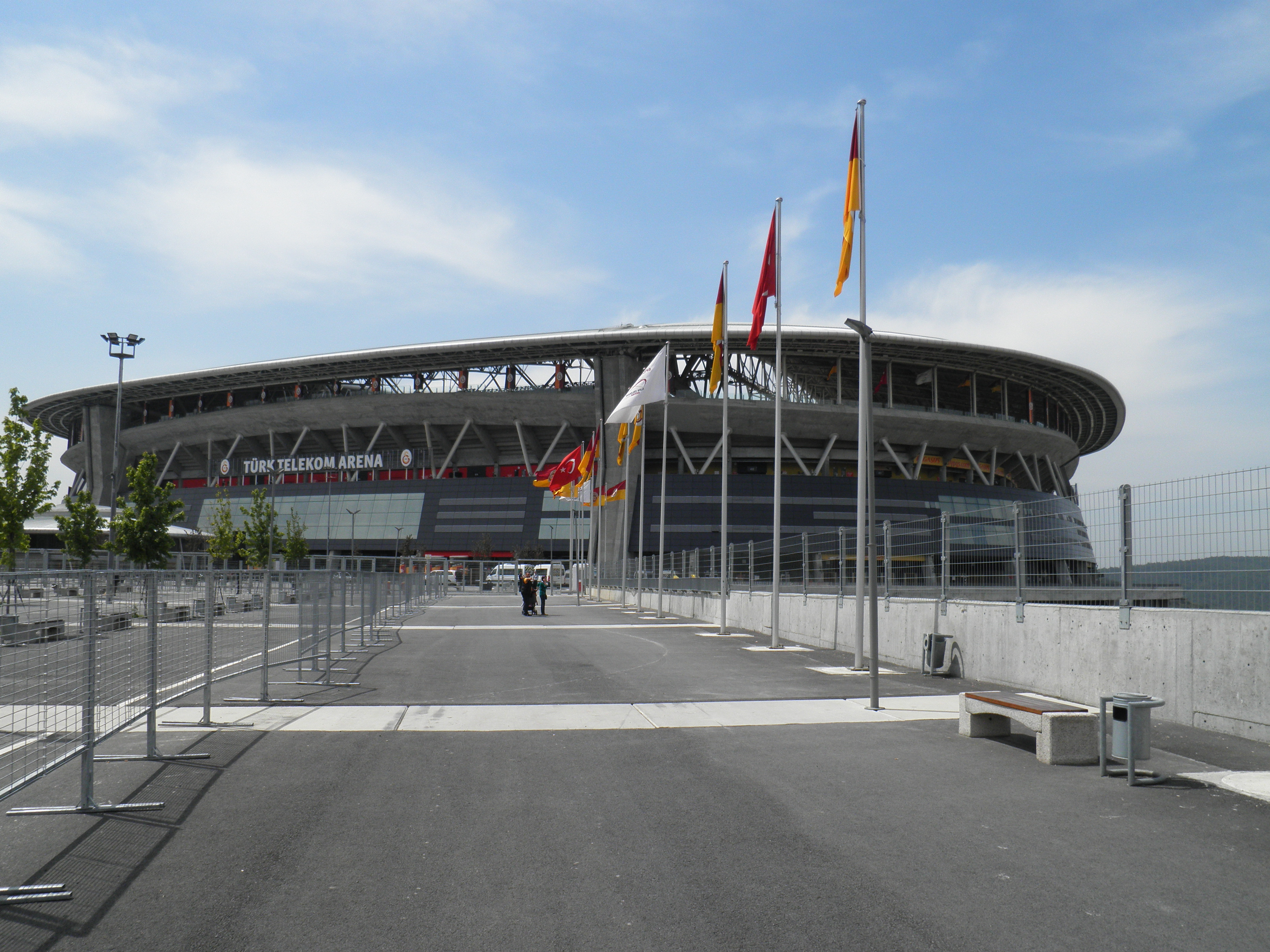
Vista esterna
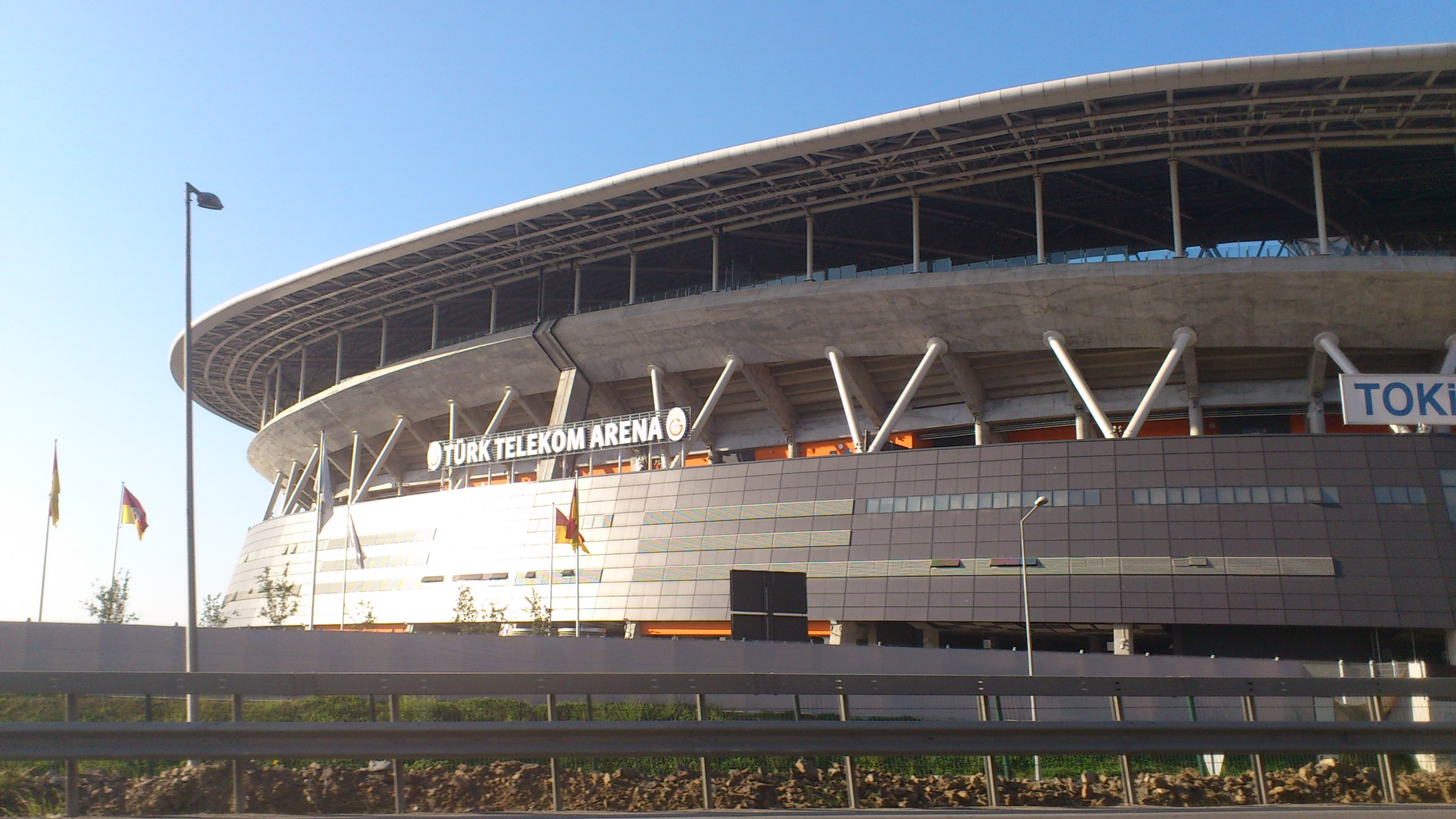
Vista esterna
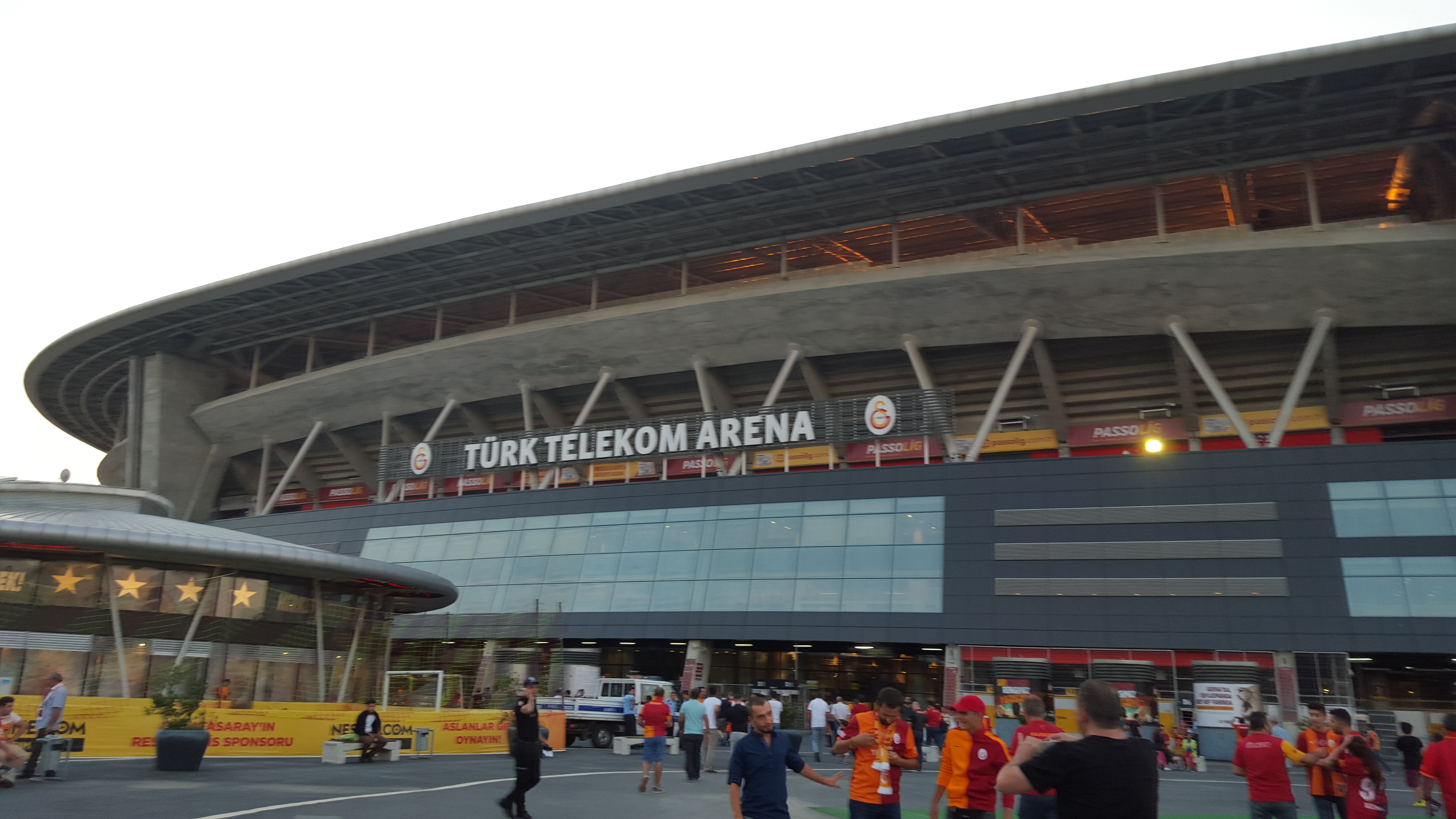
Vista esterna
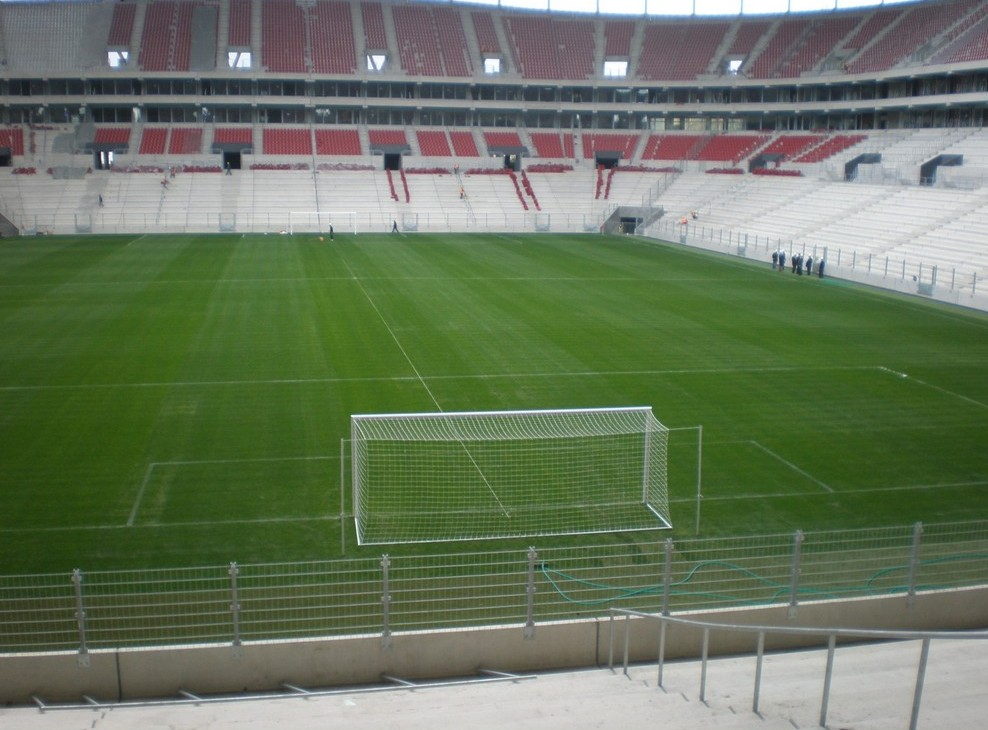
Vista interna durante la costruzione
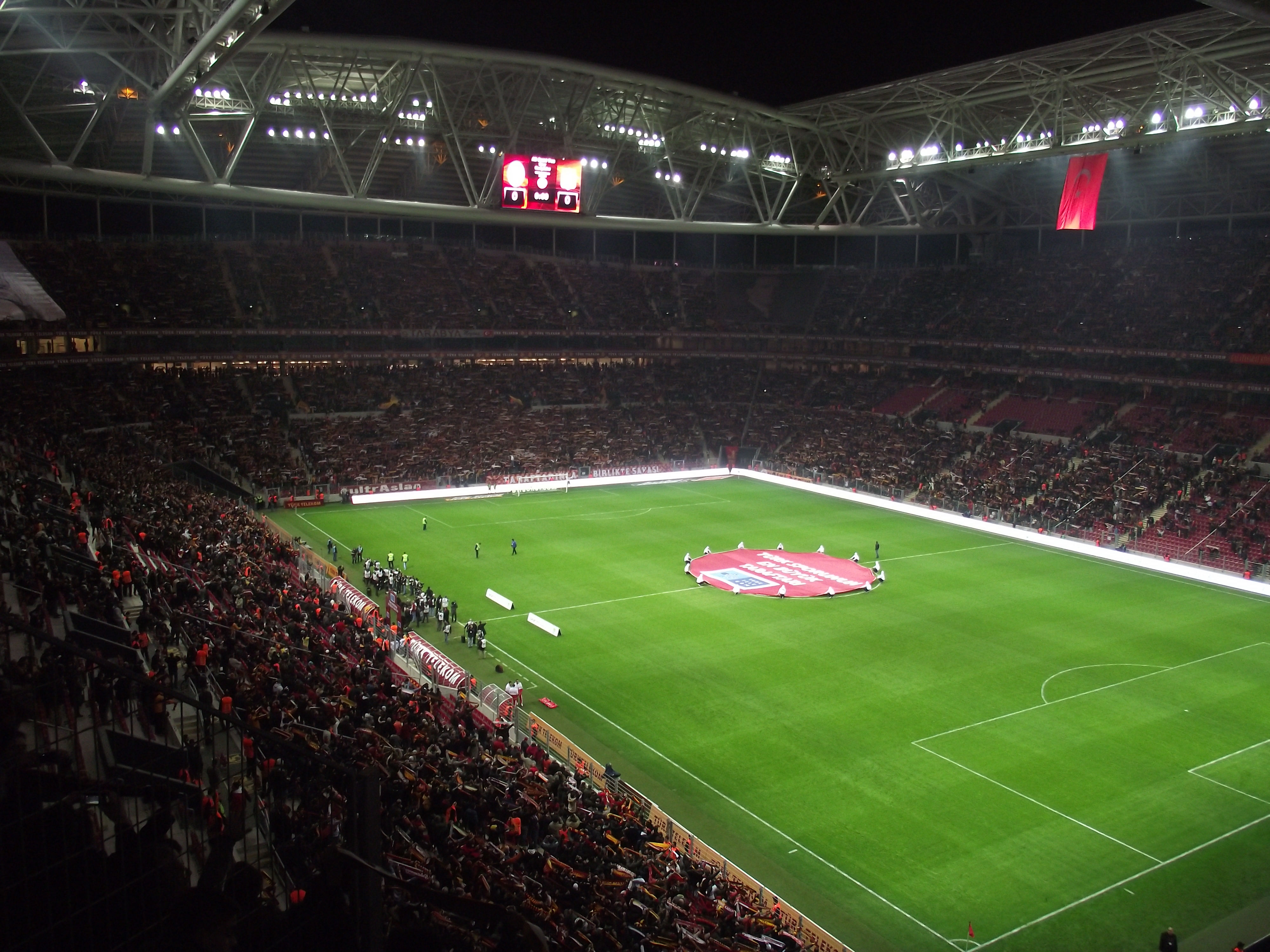
Vista interna
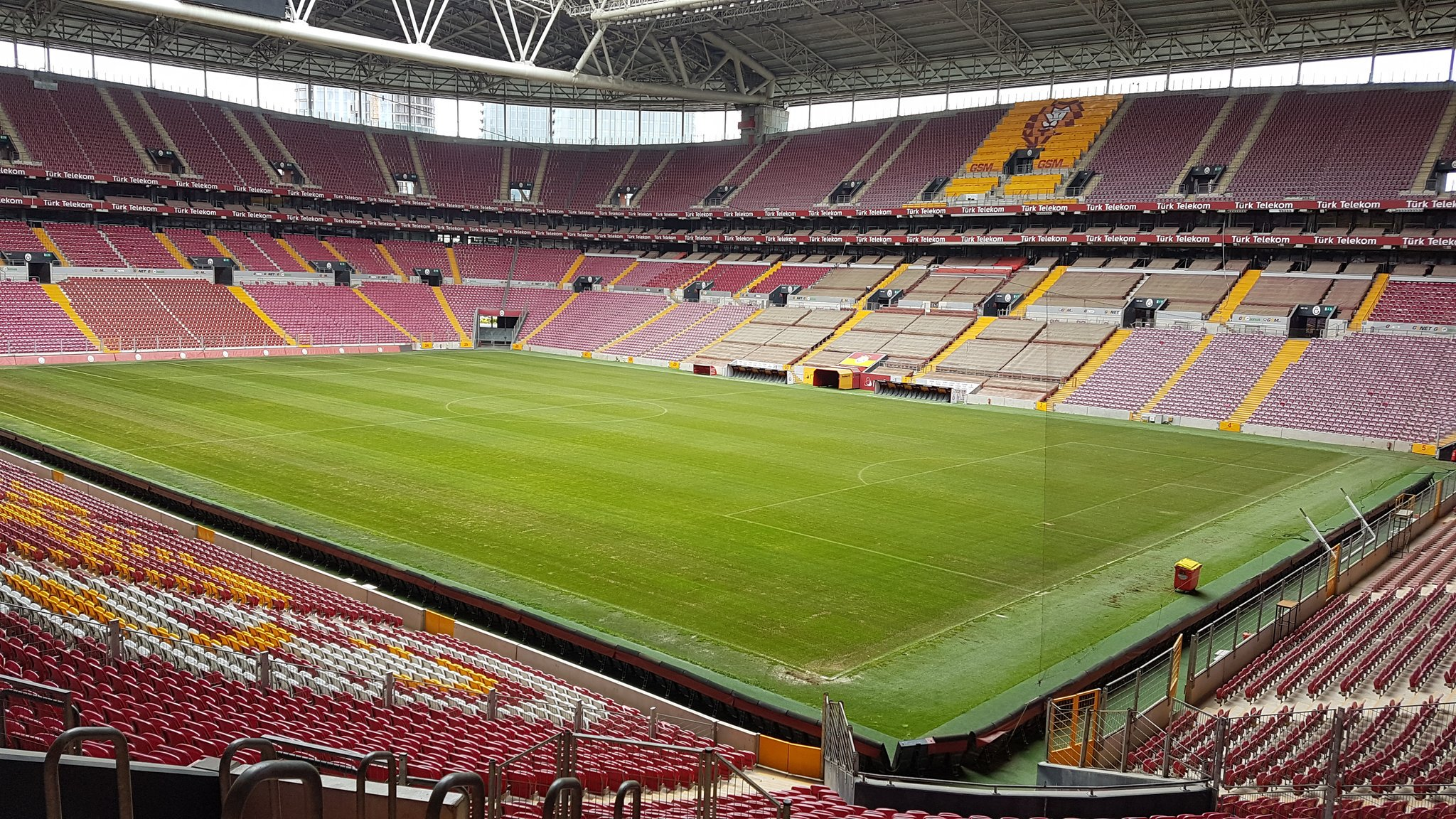
Vista interna
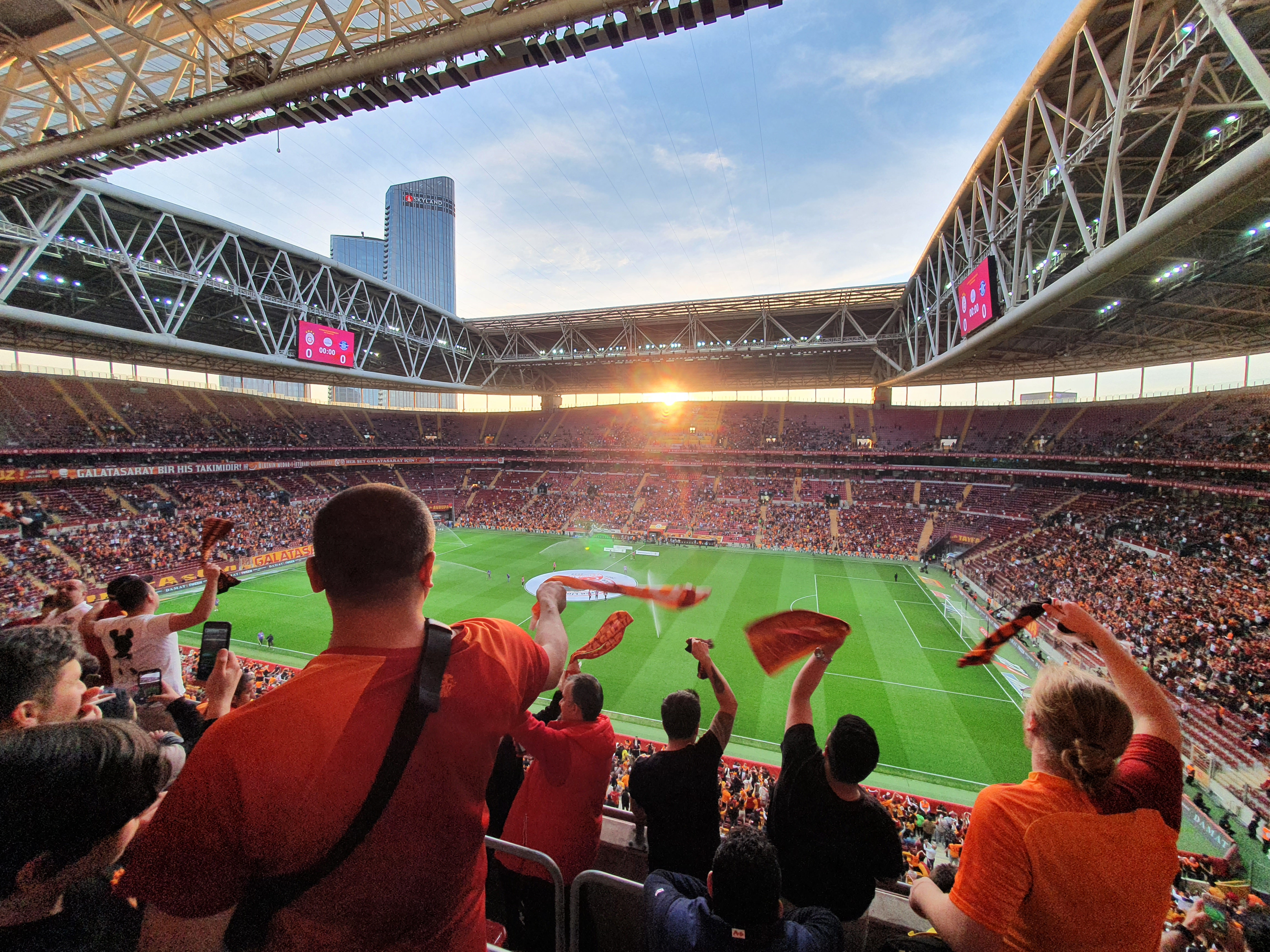
Vista interna
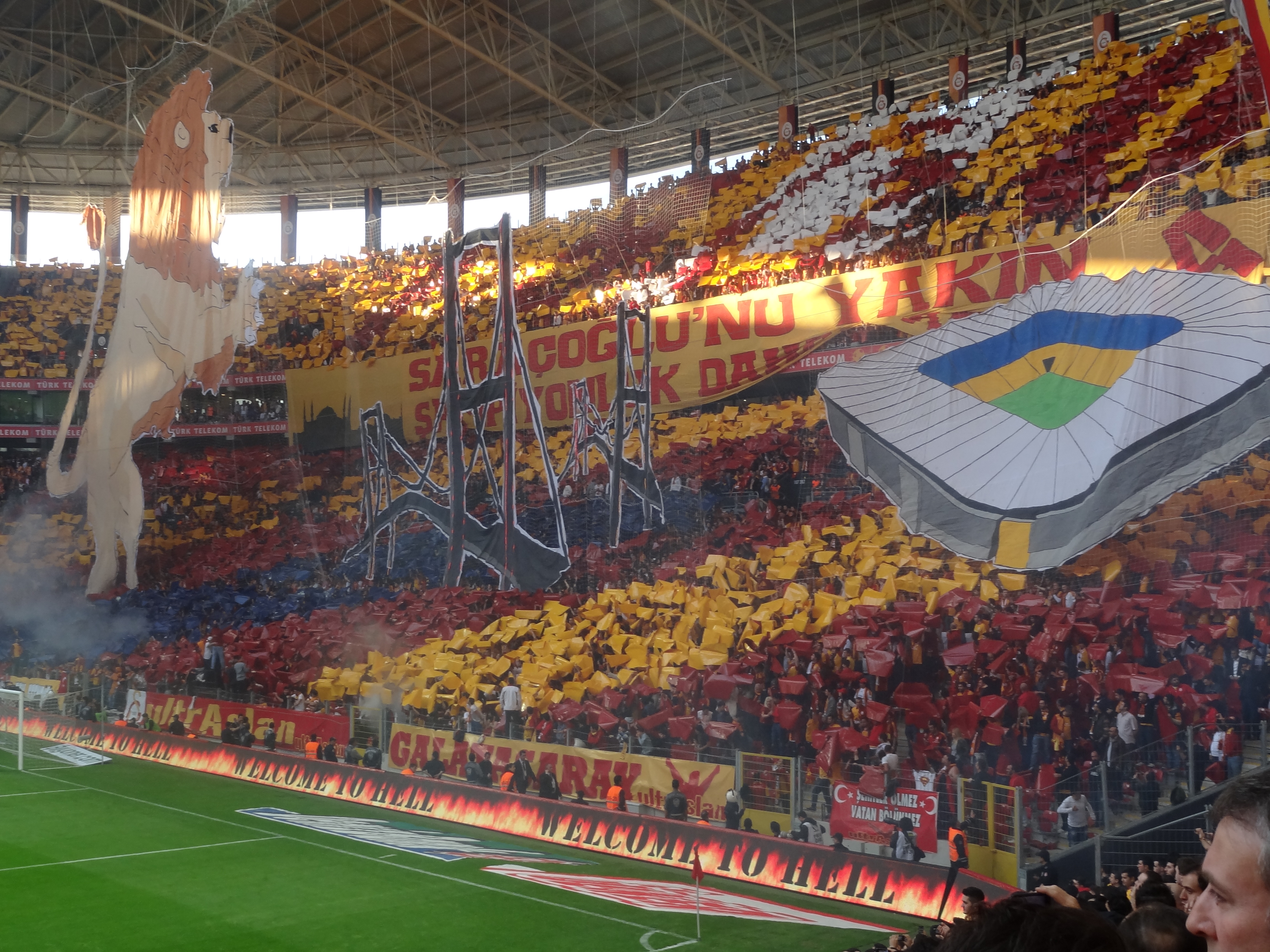
Vista interna
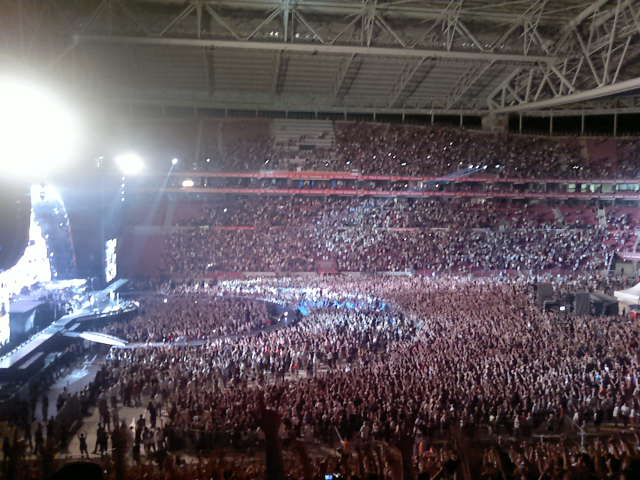
Durante il concerto di Bon Jovi, 8 luglio 2011
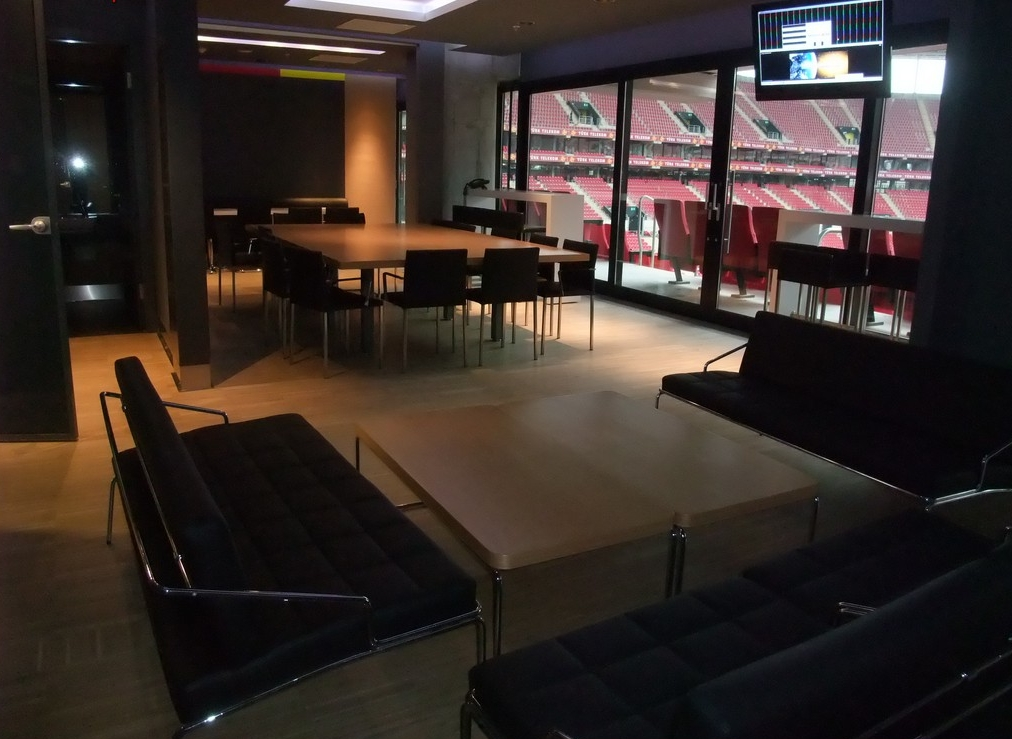
Vista interna di una suite

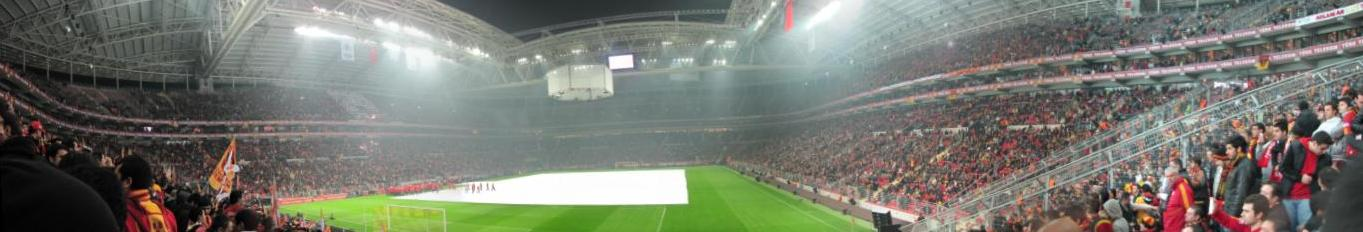
Panoramica dello stadio ai tempi in cui era noto come Türk Telekom Arena